# テルミニ駅 (ローマ地下鉄)
テルミニ駅(Termini)はローマ地下鉄の駅の一つである。
1955年2月10日にB線の駅として開業し、後にA線の乗換駅となった。テルミニ駅の鉄道駅の地下、500人広場にある。
鉄道駅と地下鉄駅という二つの駅は現在ローマの都市交通にとって最も重要な接続点となっている。

## 略歴
当初はテルミニ駅とエウルを繋ぐローマ地下鉄の始発駅であった。
さらにテルミニは一時間に二本運行のローマ - リード間のテルミニ - リード快速の始発駅であった。 
1980年には新線の乗換駅となった。1980年代の終わりにはオスティア行きの列車は到着しなくなった。
数年後、B線はレビッビアまで延長され、カヴール方面行きのホームは移動した。

## 周辺
- 500人広場
- サンタ・マリーア・マッジョーレ大聖堂
- 独立広場
- 軽便鉄道 ローマ＝ジャルディネッティ線の始発
- ローマ・ラ・サピエンツァ大学

## 施設
駅には以下の施設がある。
- 切符売場
- エスカレーター

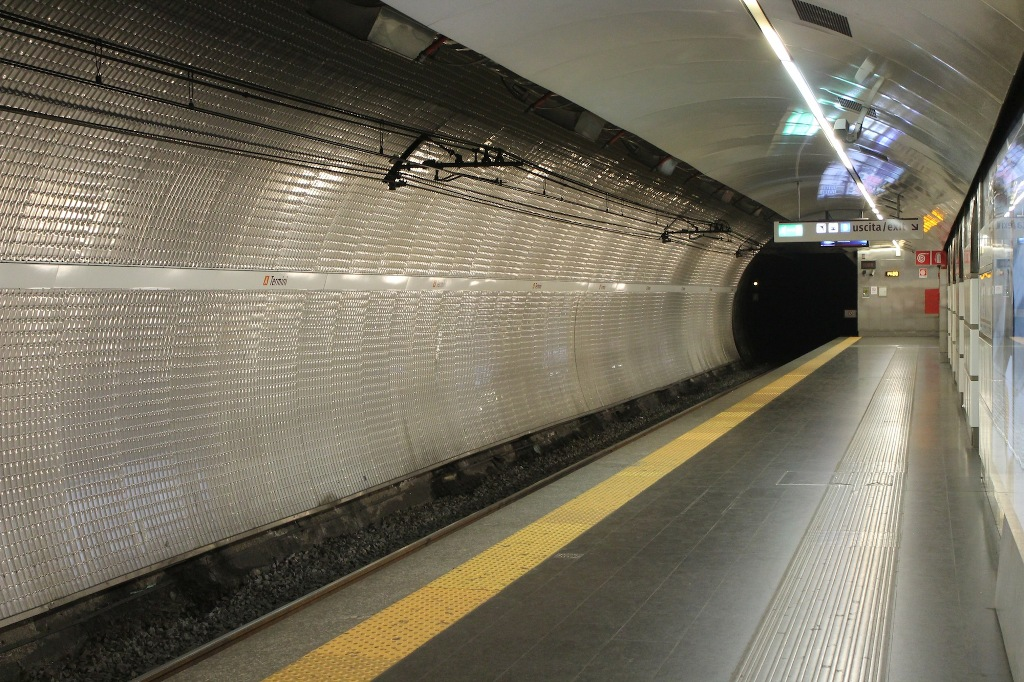
A線ホーム
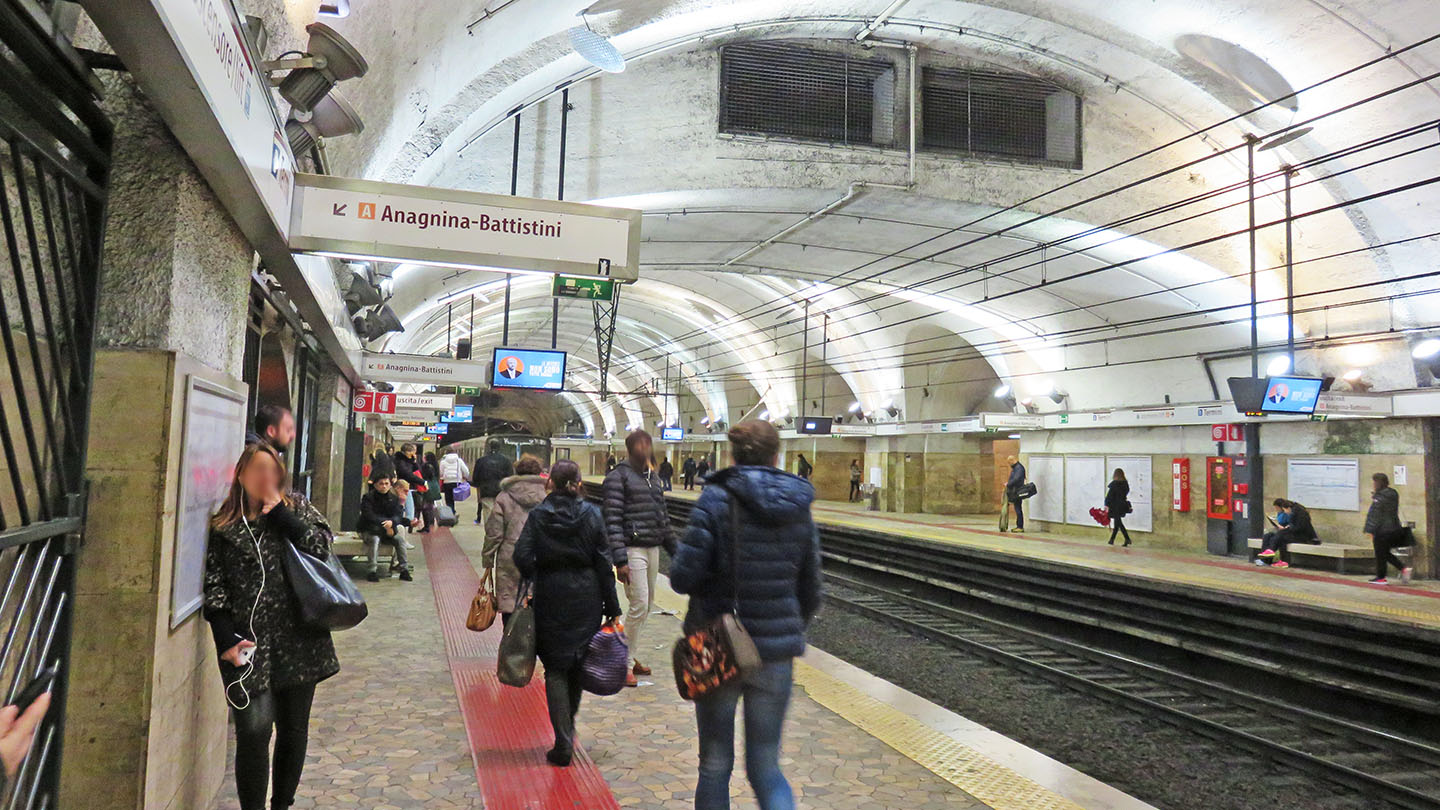
B線ホーム

## 隣の駅
| ローマ地下鉄A線                       | ローマ地下鉄A線 | ローマ地下鉄A線                             |
| ------------------------------------- | --------------- | ------------------------------------------- |
| レプッブリカ バッティスティーニ方面   |                 | ヴィットーリオ・エマヌエーレ アナニーナ方面 |
| ローマ地下鉄B線                       |                 |                                             |
| カストロ・プレトーリオ レビッビア方面 |                 | カヴール ラウレンティーナ方面               |